# Province de Phetchabun
Phetchabun (en thaï : เพชรบูรณ์) est une province (changwat) de Thaïlande.
Elle est située dans le nord du pays. Sa capitale est la ville de Phetchabun. Les autres villes importantes sont Wichian Buri, Nong Phai, Chon Daen et Lom Sak.

## Subdivisions

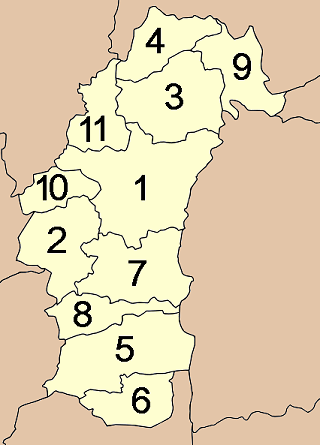
Carte des amphoe de la province de Phetchabun.

Phetchabun est subdivisée en 11 districts (amphoe) : Ces districts sont eux-mêmes subdivisés en 117 sous-districts (tambon) et 1 261 villages (muban).